# Großsteingrab Stolzenhagen (Wandlitz)
Das Großsteingrab Stolzenhagen (auch Großsteingrab Wandlitz genannt) war eine megalithische Grabanlage vermutlich der jungsteinzeitlichen Trichterbecherkultur bei Stolzenhagen, einem Ortsteil von Wandlitz im Landkreis Barnim (Brandenburg). Es wurde im 18. oder frühen 19. Jahrhundert zerstört.
Johann Christoph Bekmann berichtet von einem „grossen Grabhügel bei Wandeliz“, aus dem drei Feuerstein-Beile geborgen wurden. Ernst Sprockhoff interpretierte diesen als Überrest eines Großsteingrabes, obgleich Bekmann keine näheren Angaben zu der Anlage macht. Nach Eberhard Kirsch könnte der Fundort identisch sein mit dem 1846 zerstörten „Riesenstein“ am Wandlitzsee (nicht zu verwechseln mit dem Riesenstein bei Prenden).

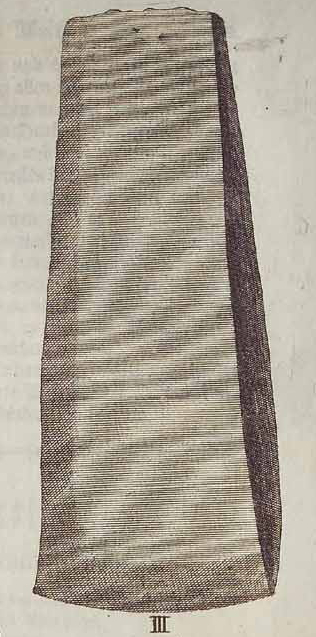
Eines von drei Feuersteinbeilen aus dem Großsteingrab Stolzenhagen; nach Bekmann